# Villeneuve (Automarke)

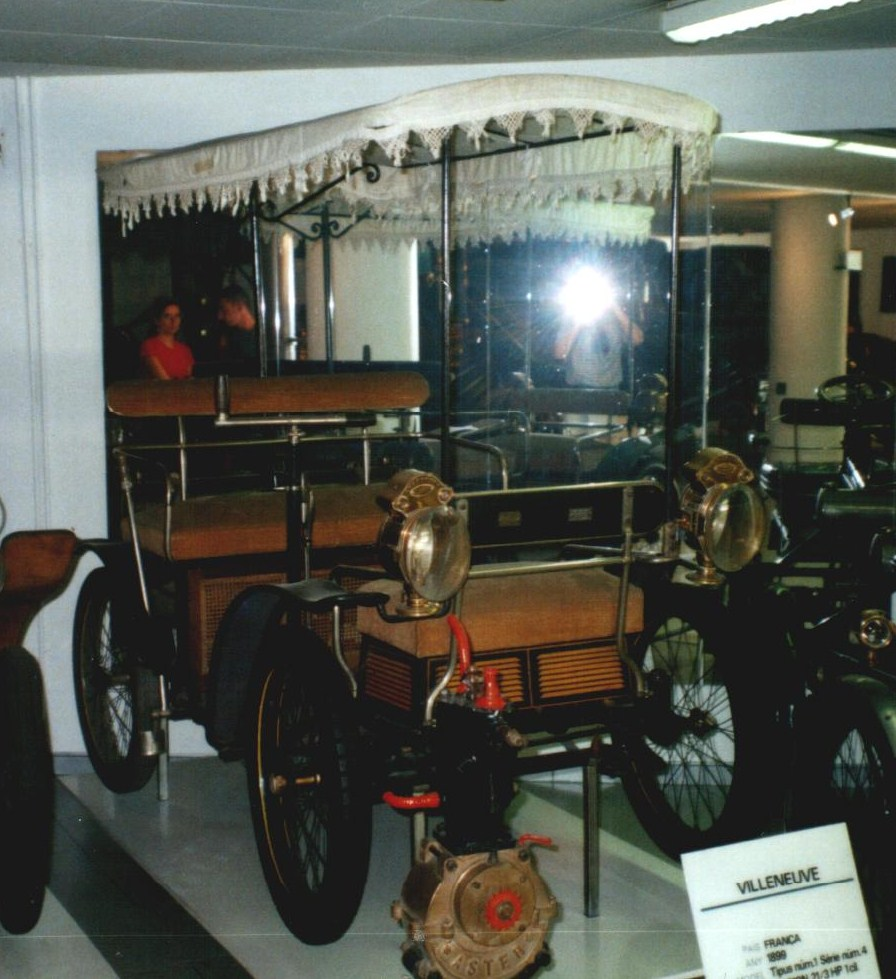
Villeneuve von 1899

Villeneuve war eine französische Automarke.

## Unternehmensgeschichte
Das Unternehmen begann 1899 mit der Produktion von Automobilen. Im gleichen Jahr endete die Produktion bereits wieder.

## Fahrzeuge
Das Unternehmen stellte das Modell Typ 1 her. Für den Antrieb sorgte ein Einzylinder-Einbaumotor von De Dion-Bouton. Der Motor leistete 2 ⅓ PS. Unter anderem gab es die Karosserieform Vis-à-vis.
Ein Fahrzeug dieser Marke, ein Typ 1 Vis-à-vis mit Dach, ist im Museu Nacional de l’Automòbil d’Andorra in Encamp in Andorra zu besichtigen.